# 追憶の糸車
「追憶の糸車」（ついおくのいとぐるま）は、今井麻美の楽曲。NAGAEが作詞、菊田大介が作曲を手掛けた。今井の13枚目のシングルとして2014年7月30日に5pb.Recordsから発売された。

## 音楽性
本曲は、PS3用ゲーム『神様と運命覚醒のクロステーゼ』のエンディングテーマに使用された。原由実の「Rose on the breast」同様糸をテーマとしたリズム感のある曲で、歌詞に関しても同作の世界観が反映された切ない内容になっている。レコーディング時は強い女性をイメージしながら神秘的に行ったという。
2014年5月18日にTOKYO DOME CITY HALLで開催された『今井麻美 BirthdayLIVE 2014』で初披露された。当日は観客の声援が聞こえてこなかったため彼らからどのように評価されたか分からなかったという。このライブで「追憶の糸車」を歌ったときの衣装は同ゲームで今井が演じるジュピエルをイメージしているが、当初から今井のために制作されたのではなく、日本一ソフトウェアの販促衣装を借りているという。

### キャッチコピー
貴方が選んだ答えは…

## シングルリリース
2014年7月30日に5pb.Recordsから発売された。今井のシングルとしては前作「漆黒のサステイン」から4か月ぶりのリリースとなる。
販売形態はジュピエルコラボ盤（FVCG-1307）と通常盤（FVCG-1308）の2種リリース。 
コラボ盤の5曲目「天使のマーチ」は、同ゲームで今井が演じるジュピエルのキャラクターソングで、ジュピエルの子供っぽくかわいらしいイメージを歌った曲。当初はウィーン少年合唱団のような歌い方をイメージしていたという。
コラボ盤の7曲目には、ボーナストラックとしてジュピエルのシステムボイスが収録されている。
コラボ盤のジャケットにはいとうのいぢの描き下ろしによるジュピエルのイラストが描かれているが、今井自身いとうの絵を気に入ったため通常盤での描き下ろしも検討していたという。

## シングル収録内容

### ジュピエルコラボ盤
| #         | タイトル                                      | 作詞      | 作曲      | 編曲      | 時間  |
| --------- | --------------------------------------------- | --------- | --------- | --------- | ----- |
| 1.        | 「追憶の糸車」                                | NAGAE     | 菊田大介  | 宮藤優矢  | 6:07  |
| 2.        | 「風と猫のStoria」                            | 松本流花  | 宮藤優矢  | 宮藤優矢  | 4:23  |
| 3.        | 「追憶の糸車 -off vocal-」                    |           |           | 濱田貴司  | 6:07  |
| 4.        | 「風と猫のStoria -off vocal-」                |           |           |           | 4:25  |
| 5.        | 「天使のマーチ」(歌：ジュピエル（今井麻美）)  | 松本流花  | 南利一    | 南利一    | 2:15  |
| 6.        | 「ジュピエルからの手紙」                      |           |           |           | 2:25  |
| 7.        | 「ジュピエル特選システムボイス」(Bonus Track) |           |           |           | 1:45  |
| 合計時間: | 合計時間:                                     | 合計時間: | 合計時間: | 合計時間: | 27:30 |

### 通常盤
| 全編曲: 宮藤優矢。 |                                |           |           |       |
| #                  | タイトル                       | 作詞      | 作曲      | 時間  |
| 1.                 | 「追憶の糸車」                 | NAGAE     | 菊田大介  | 6:07  |
| 2.                 | 「風と猫のStoria」             | 松本流花  | 宮藤優矢  | 4:23  |
| 3.                 | 「追憶の糸車 -off vocal-」     |           |           | 6:07  |
| 4.                 | 「風と猫のStoria -off vocal-」 |           |           | 4:21  |
| 合計時間:          | 合計時間:                      | 合計時間: | 合計時間: | 20:59 |

## チャート
| チャート（2014年）                                 | 最高位 |
| -------------------------------------------------- | ------ |
| オリコン                                           | 47     |
| Billboard JAPAN Hot Singles Sales                  | 42     |
| Billboard JAPAN Top Independent Albums and Singles | 16     |